# 倪林和平
倪林和平（1880年—1950年）中国基督教传道人，倪柝声之母。
倪林和平原为一贫民之女，出生后被送给福利洋行的富商养育。6岁时全家因老板张鹤龄建议，受洗加入基督教，倪林和平与养母加入圣公会。11岁就读于美以美会在福州开设的毓英女塾。17岁时，为预备往美国学医，而进入上海中西女塾，以提高英文水平。宋霭龄为其同班同学。1899年10月19日，遵父母之命与倪玉成牧师之子、供职于汕头海关的倪文修结婚。先后育有长女倪闺臣、次女倪闺贞、长子倪述祖（倪柝声）、次子倪怀祖、三子倪绳祖、四子倪洪祖、五子倪兴祖。生长子之前，曾经仿效哈拿的祷告，将其奉献。
1911年辛亥革命，倪林和平投身爱国运动，到处演说，并捐献财物，获得民国政府颁给二等勋章，并担任妇女爱国会总干事，招待孙中山来访。
1920年代，林和平曾任福州天安堂務德會的會長；1920年2月，余慈度到福州天安堂开复兴大会，倪林和平开始热心传道，并影响长子倪柝声奉献作传道人。1921年，她和长子、次子同往白牙潭和受恩教士处受浸，并脱离美以美会。1925年，他们母子同往马来亚传道。
1934年，倪林和平邀请张品蕙家族的族长张瑞官到杭州主持倪柝声和张品蕙的婚礼，引发不满侄女嫁给穷传道的张品蕙的姑妈张美珍在《申报》上大肆攻击倪柝声，轰动一时。此后，倪林和平曾经到香港、昆明等地传道。1942年在上海真如开办信心培孤所，曾经斥责前来骚扰的日军。1950年在汕头去世。正在香港的长子倪柝声忙于回到上海，处理教会事务，无法前往汕头，由长媳张品蕙和长女陈倪闺臣前往汕头料理母亲的丧事。

## 子女
1. 长女陈倪闺臣，陈终道之母
2. 次女倪闺贞，嫁林步基。文革時遭批鬥致死。
3. 长子倪述祖（倪柝声），娶妻张品蕙
4. 次子倪怀祖，娶妻徐奉先
5. 三子倪绳祖
6. 四子倪洪祖
7. 五子倪兴祖，娶妻徐恩秀
8. 幼女倪德诚，张佩心之母